# Bienvenue à bord (film, 1990)
Pour les articles homonymes, voir Bienvenue à bord.
Pour plus de détails, voir Fiche technique et Distribution.
Bienvenue à bord ! est un film français réalisé par Jean-Louis Leconte, sorti en 1990.

## Synopsis
Martin est un romancier, en pleine création sur son dictaphone, tout en conduisant sa voiture sur l'autoroute en approche de Paris. Subitement, au moment d'un embouteillage, la portière de sa voiture s'ouvre, et un mystérieux auto-stoppeur s'installe, sans avoir demandé ni la permission ni la direction de l'écrivain. Martin en est immédiatement agacé, et cet agacement n'est pas près de s'évanouir. En effet, l'embouteillage se prolonge, et les deux hommes sont presque « condamnés » à se supporter mutuellement. Martin tentera bien de se détacher de ce pot de glue aussi mystérieux qu'inquiétant, mais en vain. La nuit réserve encore quelques rencontres et autres surprises, et ce sombre archange d'auto-stoppeur, venu de nulle part pour aller on ne sait où, semble bien décidé à vouloir bousculer Martin et sa vie, en apparence bien rangée, mais pas si heureuse qu'il n'y parait.

## Fiche technique
- Titre français : Bienvenue à bord !
- Réalisation : Jean-Louis Leconte, assisté de Michel Such
- Scénario : Jean-Louis Leconte
- Photographie : Charles Van Damme
- Pays d'origine :  France
- Genre : comédie
- Durée : 74 minutes
- Date de sortie : 1990

## Distribution
- Pierre Richard : L'auto-stoppeur
- Martin Lamotte : Martin Placard
- Évelyne Bouix : Émilie
- Jean-Paul Muel : Le commissaire
- Christian Rauth : L'inspecteur
- Pavel Slabý : Varonsky
- Catherine Frot : La blonde
- Nathalie Courval : Ginette
- Max Morel : Le conducteur du 4x4
- Yves Gabrielli : L'automobiliste du péage
- William Doherty : L'Anglais
- Philippe Spiteri : L'autre auto-stoppeur
- Anne Zamberlan : L'employée du péage

## Autour du film
- Certaines scènes nocturnes de l'autoroute ont été tournées dans un studio qui a remplacé la route actuelle.